# Müşküle, İznik
Müşküle là một xã thuộc huyện İznik, tỉnh Bursa, Thổ Nhĩ Kỳ. Dân số thời điểm năm 2011 là 1.032 người.